# Cyril Mandouki
Cyril Mandouki (Parigi, 21 agosto 1991) è un calciatore francese, centrocampista del Laval e della nazionale martinicana.

## Carriera

### Club
Ha giocato tra la seconda e la quinta divisione francese e nella prima divisione turca.

### Nazionale
Nel 2019 ha esordito in nazionale.

## Statistiche

### Cronologia presenze e reti in nazionale
| Cronologia completa delle presenze e delle reti in nazionale ― Martinica | Cronologia completa delle presenze e delle reti in nazionale ― Martinica | Cronologia completa delle presenze e delle reti in nazionale ― Martinica | Cronologia completa delle presenze e delle reti in nazionale ― Martinica | Cronologia completa delle presenze e delle reti in nazionale ― Martinica | Cronologia completa delle presenze e delle reti in nazionale ― Martinica | Cronologia completa delle presenze e delle reti in nazionale ― Martinica | Cronologia completa delle presenze e delle reti in nazionale ― Martinica |
| Data                                                                     | Città                                                                    | In casa                                                                  | Risultato                                                                | Ospiti                                                                   | Competizione                                                             | Reti                                                                     | Note                                                                     |
| ------------------------------------------------------------------------ | ------------------------------------------------------------------------ | ------------------------------------------------------------------------ | ------------------------------------------------------------------------ | ------------------------------------------------------------------------ | ------------------------------------------------------------------------ | ------------------------------------------------------------------------ | ------------------------------------------------------------------------ |
| 6-9-2019                                                                 | Fort-de-France                                                           | Martinica                                                                | 1 – 1                                                                    | Trinidad e Tobago                                                        | CONCACAF Nations League 2019-2020 - 2º turno                             | 1                                                                        | 79’                                                                      |
| 14-11-2019                                                               | Fort-de-France                                                           | Martinica                                                                | 1 – 1                                                                    | Honduras                                                                 | CONCACAF Nations League 2019-2020 - 2º turno                             | -                                                                        |                                                                          |
| 5-6-2022                                                                 | San José                                                                 | Costa Rica                                                               | 2 – 0                                                                    | Martinica                                                                | CONCACAF Nations League 2022-2023 - 1º turno                             | -                                                                        |                                                                          |
| 9-6-2022                                                                 | Panama                                                                   | Panama                                                                   | 5 – 0                                                                    | Martinica                                                                | CONCACAF Nations League 2022-2023 - 1º turno                             | -                                                                        | 62’                                                                      |
| 12-6-2022                                                                | Fort-de-France                                                           | Martinica                                                                | 0 – 0                                                                    | Panama                                                                   | CONCACAF Nations League 2022-2023 - 1º turno                             | -                                                                        | 63’                                                                      |
| 25-3-2023                                                                | Fort-de-France                                                           | Martinica                                                                | 1 – 2                                                                    | Costa Rica                                                               | CONCACAF Nations League 2022-2023 - 1º turno                             | -                                                                        |                                                                          |
| 10-6-2023                                                                | Palm Beach Gardens                                                       | Martinica                                                                | 2 – 0                                                                    | Guyana                                                                   | Amichevole                                                               | -                                                                        |                                                                          |
| 16-6-2023                                                                | Fort Lauderdale                                                          | Martinica                                                                | 3 – 1                                                                    | Saint Lucia                                                              | Qual. Gold Cup 2023                                                      | -                                                                        | 90+1’                                                                    |
| 20-6-2023                                                                | Fort Lauderdale                                                          | Martinica                                                                | 2 – 0                                                                    | Porto Rico                                                               | Qual. Gold Cup 2023                                                      | -                                                                        |                                                                          |
| 26-6-2023                                                                | Fort Lauderdale                                                          | El Salvador                                                              | 1 – 2                                                                    | Martinica                                                                | Gold Cup 2023 - 1º turno                                                 | -                                                                        |                                                                          |
| 30-6-2023                                                                | Harrison                                                                 | Martinica                                                                | 1 – 2                                                                    | Panama                                                                   | Gold Cup 2023 - 1º turno                                                 | -                                                                        | 74’                                                                      |
| 4-7-2023                                                                 | Harrison                                                                 | Costa Rica                                                               | 6 – 4                                                                    | Martinica                                                                | Gold Cup 2023 - 1º turno                                                 | -                                                                        |                                                                          |
| 7-9-2023                                                                 | Panama                                                                   | Panama                                                                   | 3 – 0                                                                    | Martinica                                                                | CONCACAF Nations League 2023-2024 - 1º turno                             | -                                                                        |                                                                          |
| 10-9-2023                                                                | Fort-de-France                                                           | Martinica                                                                | 1 – 0                                                                    | Curaçao                                                                  | CONCACAF Nations League 2023-2024 - 1º turno                             | -                                                                        |                                                                          |
| 13-10-2023                                                               | Fort-de-France                                                           | Martinica                                                                | 1 – 0                                                                    | El Salvador                                                              | CONCACAF Nations League 2023-2024 - 1º turno                             | -                                                                        |                                                                          |
| 5-9-2024                                                                 | Città del Guatemala                                                      | Guatemala                                                                | 3 – 1                                                                    | Martinica                                                                | CONCACAF Nations League 2024-2025 - 1º turno                             | -                                                                        |                                                                          |
| 9-9-2024                                                                 | Fort-de-France                                                           | Martinica                                                                | 2 – 2                                                                    | Guyana                                                                   | CONCACAF Nations League 2024-2025 - 1º turno                             | -                                                                        |                                                                          |
| 11-10-2024                                                               | Le Gosier                                                                | Guadalupa                                                                | 0 – 1                                                                    | Martinica                                                                | CONCACAF Nations League 2024-2025 - 1º turno                             | -                                                                        |                                                                          |
| 21-3-2025                                                                | Paramaribo                                                               | Suriname                                                                 | 1 – 0                                                                    | Martinica                                                                | Qual. Gold Cup 2025                                                      | -                                                                        | 44’                                                                      |
| 25-3-2025                                                                | Fort-de-France                                                           | Martinica                                                                | 0 – 1                                                                    | Suriname                                                                 | Qual. Gold Cup 2025                                                      | -                                                                        |                                                                          |
| Totale                                                                   |                                                                          | Presenze                                                                 | 20                                                                       |                                                                          | Reti                                                                     | 1                                                                        |                                                                          |